# تاریخ (فیلم ۱۹۹۷)
تاریخ (به هندی: Itihaas) فیلمی محصول سال ۱۹۹۷ و به کارگردانی راج کانوار است. در این فیلم بازیگرانی همچون اجی دیوگن، توینکله خانا، آمریش پوری، راج بابار، شاکتی کاپور، آریونا ایرانی، موهنیش باهل ایفای نقش کرده‌اند.